# Перфорация матки
Перфорация матки (от лат. perforātiō — «пробуравливание»; синоним — прободение) — разрыв стенки матки.
Перфорация матки является потенциальным осложнением любой внутриматочной процедуры. Это может быть связано с повреждением окружающих кровеносных сосудов и внутренних органов, таких, как мочевой пузырь и кишечник. Если перфорацию не диагностировать вовремя, это может привести к массовым кровотечениям или сепсису, а впоследствии и к смерти.
Перфорация матки является наиболее опасным осложнением искусственного аборта.

## Факторы риска
- неоднократные, особенно частые, аборты в анамнезе
- рубец на матке после кесарева сечения или вылущивания миоматозного узла
- анатомические особенности строения половых органов
- воспалительные заболевания матки и придатков
- низкая квалификация врача
- при установке спирали против беременности

## Эпидемиология
Перфорация матки может быть вызвана внутриматочным вмешательством (1 % больных), диагностическим выскабливанием, гистероскопией, искусственным абортом (0,7 %), а также возникнуть вследствие введения внутриматочного контрацептива (0,3 %).

## Лечение
Состояние требует экстренного оперативного вмешательства. Проводится устранение маточного перфорационного отверстия путём сшивания краёв раны и промывание брюшной полости.